# Konradowo (Świątki)
Konradowo (deutsch Waltersmühl) ist ein Ort in der polnischen Woiwodschaft Ermland-Masuren. Er gehört zur Landgemeinde Świątki (Heiligenthal) im Powiat  Olsztyński (Kreis Allenstein).

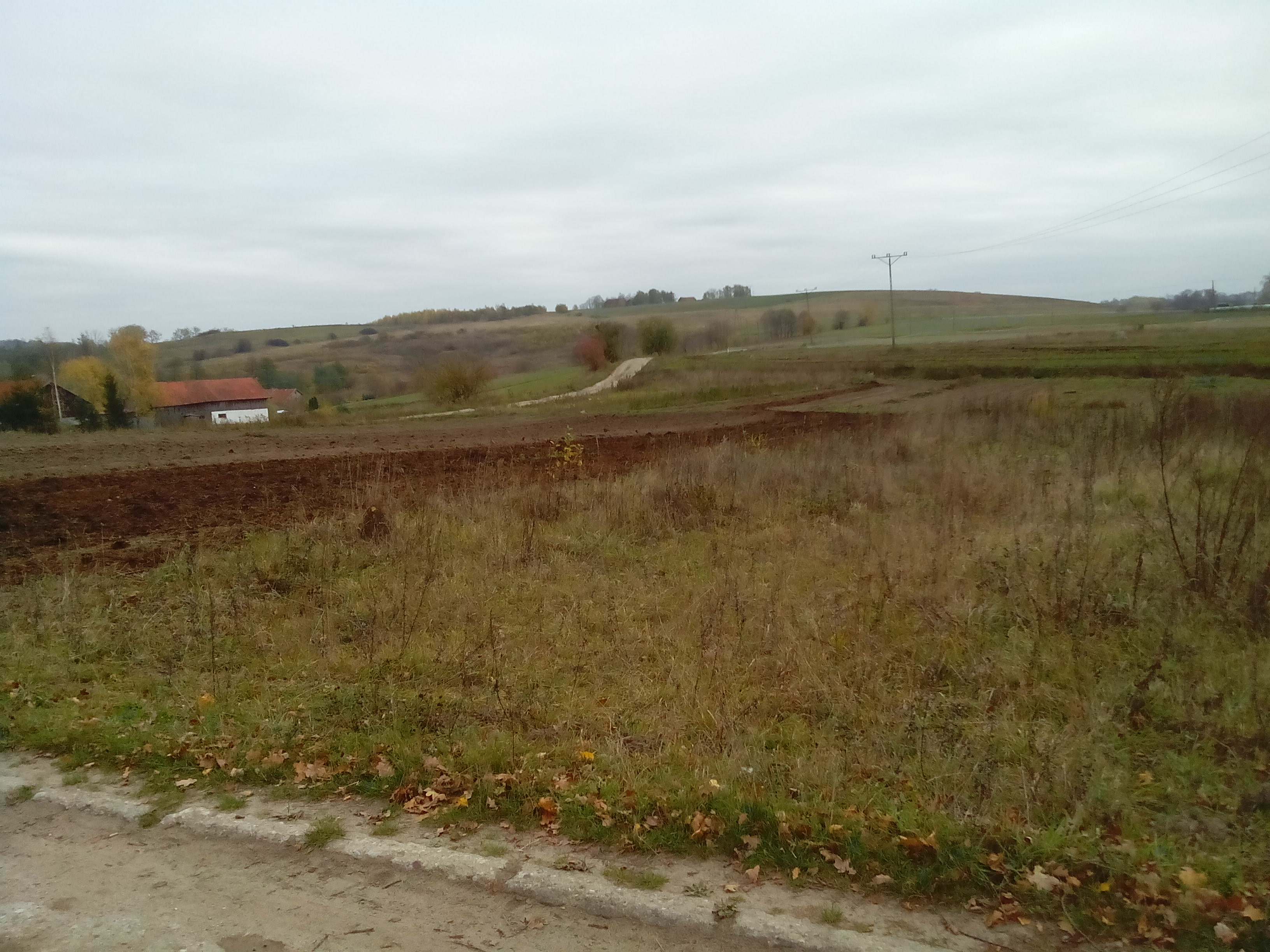
Kampfgelände der Schlacht bei Guttstadt-Deppen in Waltersmühl

## Geographische Lage
Konradowo liegt in der nordwestlichen Woiwodschaft Ermland-Masuren, 30 Kilometer südwestlich der einstigen Kreisstadt Heilsberg (polnisch Lidzbark Warmiński) bzw. 25 Kilometer nordwestlich der heutigen Kreismetropole Olsztyn (deutsch Allenstein).

## Geschichte
Waltersmühl war dereinst ein idyllisch gelegenes Dorf mit einem eigenen Dorfteich.
1807 tobte im Gebiet um Waltersmühl die Schlacht bei Guttstadt-Deppen (polnisch Bitwa pod Dobrym Miastem), in der sich Frankreich mit Napoleon I. und Russland mit Levin von Bennigsen gegenüberstanden.
Als eine Landgemeinde wurde Waltersmühl 1874 in den neu errichteten Amtsbezirk Heiligenthal (polnisch Świązki) im ostpreußischen Kreis Heilsberg aufgenommen.
389 Einwohner waren im Jahre 1910 in Waltersmühl gemeldet. Ihre Zahl belief sich 1933 auf 391 und 1939 auf 328.
Im Jahre 1945 kam Waltersmühl mit dem gesamten südlichen Ostpreußen in Kriegsfolge an Polen. Das Dorf erhielt die polnische Namensform „Konradowo“ und ist heute eine Ortschaft im Verbund der Gmina Świątki (Landgemeinde Heiliegnthal) im Powiat Olsztyński (Kreis Allenstein), von 1975 bis 1998 der Woiwodschaft Olsztyn, seither der Woiwodschaft Ermland-Masuren zugehörig. Im Jahre 2021 zählte Konradowo 125 Einwohner.

## Religion
Konradowo gehört heute wie bereits Waltersmühl bis 1945 zur römisch-katholischen Pfarrei in Świątki (Woiwodschaft Ermland-Masuren) (Heiligenthal), jetzt im Erzbistum Ermland gelegen.
Außerdem war Waltersmühl bis 1945 in die evangelische Kirche Regerteln (polnisch Rogiedle) in der Kirchenprovinz Ostpreußen der Kirche der Altpreußischen Union eingegliedert, gehört aber heute zur Diözese Masuren der Evangelisch-Augsburgischen Kirche in Polen.

## Verkehr
Konradowo ist über Zubringerstraßen mit der Woiwodschaftsstraße 530 bei Dąbrówka (Deppen) und der Woiwodschaftsstraße 593 bei Wilczkowo (Wolfsdorf) verbunden. Die Nebenstraße von Komalwy (Komalmen) nach Klony (Kleinenfeld) führt durch das Dorf Konradowo.
Eine Bahnanbindung besteht nicht.

## Persönlichkeiten
- Brigitte Poschmann (* 18. März 1932 in Waltersmühl; † 2008), deutsche Archivarin und Historikerin, Leiterin des Staatsarchivs Bückeburg